# Liste des cathédrales de Turquie
Cet article recense les cathédrales de Turquie.

## Liste
- Sainte-Sophie, à Istanbul (Orthodoxe), devenue mosquée puis musée.
- Cathédrale Saint-Georges, à Istanbul (Orthodoxe).
- Cathédrale Saint-Jean d'Izmir, à Izmir (Église catholique romaine).
- Cathédrale du Saint-Esprit d'Istanbul, à Istanbul (Église catholique romaine).